# Pergalumna hauseri
Pergalumna hauseri (лат.) — вид панцирных клещей из отряда Oribatida (Galumnidae). Юго-Восточная Азия: остров Борнео (Сабах, Малайзия).

## Описание
Микроскопического размера клещи, длина менее 1 мм. Размеры тела 745—842 × 567—640 мкм. Нотогастральная область с 4 парами пор. Интерламеллярные сеты среднего размера или длинные. Покровы сильно склеротизованные, тёмные (основная окраска коричневая). Имеют 6 пар генитальных пластинок. Гистеросома округлая, несёт около 10 пар нотогастральных щетинок. На протеросоме расположены гребневидные уплощённые ламеллы.
Впервые был описан в 1995 году, а его валидный статус был подтверждён в ходе родовой ревизии, проведённой акарологами Сергеем Ермиловым (Тюменский государственный университет, Тюмень, Россия) и его коллегами.
Pergalumna hauseri морфологически сходен с видами P. pterinervis, P. pertrichosa.